# Schächer (Hennef)
Schächer ist ein Ortsteil der Stadt Hennef (Sieg) im Rhein-Sieg-Kreis in Nordrhein-Westfalen. 

## Lage
Der Ort liegt in einer Höhe von 150 Metern über N.N. auf den Hängen des Westerwaldes, aber noch im Naturpark Bergisches Land. Nachbarorte sind Raveneck im Nordosten, Buchholz im Westen, Lichtenberg im Süden sowie Kurenbach, Kuchenbach und Lanzenbach im Osten.

## Geschichte
1910 gab es in Schächer die Haushalte Ehefrau Heinrich Reuter, Fabrikarbeiter Peter Wilhelm Reuter, Fabrikarbeiter Johann Schorn und Fabrikarbeiter Peter Josef Schwerm.
Bis zum 1. August 1969 gehörte Schächer zur Gemeinde Uckerath, im Rahmen der kommunalen Neugliederung des Raumes Bonn wurde Uckerath, damit auch der Ort Schächer, der damals neuen amtsfreien Gemeinde „Hennef (Sieg)“ zugeordnet.